# 青岛铁路集装箱中心站
青岛集装箱中心站（全称中铁联集青岛铁路集装箱中心站）位于中华人民共和国山东省青岛市胶州市胶北街道，亦属胶州经济技术开发区范围，是中国《中长期铁路网规划》的18个铁路集装箱中心站之一，省域唯一的铁路集装箱中心站，是青岛铁路枢纽的重要货运组成部分。

## 简介
青岛集装箱中心站，处于胶州站西侧胶济线北侧港湾内，占地面积1811亩，集装箱作业区面积1001亩，预留铁路局整车作业区面积810亩。平面布置采用横列贯通式，站线铺轨23.83 km，桥涵17座，项目总投资8.7亿元人民币。于2008年10月开始建设，2010年8月30日正式开通运营；首列集装箱专列80907次共50节车厢，开往西安西站，标志着其在全国第7个开业。远期规划主箱场装卸作业区线束4个，每线束设装卸线2条；近期设2个线束及相应的堆场铺面。
主要服务对象是青岛港和周边其他海港的集装箱铁路车流的储存、编组，班列始发。已与全路500多个铁路车站办理集装箱运输业务。中心站采用车辆号牌和集装箱箱号自动识别系统，集装箱运输车辆可实现不停车进出站；同时，站区开通商检、动植物免疫检查和边防检查窗口，实现所有进出口货物的“一次申报、一次查验、一次放行”，集装箱可直达国内、国际各铁路站点。
2012年6月，青岛中心站获得原铁道部和国际货协跨境运输资质。2012年12月，中心站经霍尔果斯至中亚、西欧国际班列开通，使亚欧过境运输时限大大缩短，比从中国沿海经海运抵达荷兰等西欧国家运程缩短约30 d，发挥了“陆海联动、公铁联运”的优势，使其成为新欧亚大陆桥的铁路运输通道东方桥头堡。
2014年3月，青岛中心站海关监管场所获批建设，规划面积1825.1亩，按照海关监管要求进行整体规划，分期实施，一期建设围网面积1364.36亩，创建铁路中心站新型海关监管模式，实现转关、报关、通关、查验、保税、出口监管、直通场站管理等海关监管功能；二期建设面积460.74亩，主要包括海关报关大厅、物流总部基地、金融中心、无害化处理区、保税仓库、出口监管仓库及冷链物流仓库等设施。
2015年7月1日，中心站开通青岛至中亚的首趟过境集装箱快运班列“青岛号”。班列初期运行两条路线：一是通过阿拉山口进入哈萨克斯坦阿拉木图、吉尔吉斯斯坦比什凯克；二是通过霍尔果斯进入乌兹别克斯坦撒马尔罕、塔什干，土库曼斯坦阿什哈巴德。在运输时效方面，班列将青岛至欧盟俄东地区的物流时间比海运压缩至约一半。其中，国内运行限定在5 d之内，全列暂定编组货车40辆。